# جون كروس (لاعب كرة قدم)
جون كروس (بالإنجليزية: John Cross)‏ (1877 باسكتلندا في المملكة المتحدة - 1954) هو لاعب كرة قدم بريطاني (وحمل سابقاً جنسية المملكة المتحدة لبريطانيا العظمى وأيرلندا) في مركز نصف الجناح. شارك مع منتخب اسكتلندا لكرة القدم. أما مع النوادي، فقد لعب مع نادي لانارك الثالث ورابطة كرة القدم الاسكتلندية الحادية عشر ‏.

## وصلات خارجية
- جون كروس على موقع الاتحاد الإسكتلندي (الإنجليزية)
- جون كروس على موقع قاعدة بيانات كرة القدم.إي يو (الإنجليزية)
- جون كروس على موقع Soccerbase.com (لاعب) (الإنجليزية)